# Tibagi
Tibagi est une ville brésilienne du centre-est de l'État du Paraná. Sa population était estimée à 20,283 habitants en 2014.

Vue du canyon de Guartelá, zone rurale de Tibagi